# マルセイユ・サン＝シャルル駅
マルセイユ・サン＝シャルル駅（フランス語: Gare de Marseille-Saint-Charles）は、フランスのマルセイユにあるフランス国鉄（SNCF）の鉄道駅。市の中心部に位置する。フランス南部最大の鉄道駅である。
本記事では、メトロ1号線と2号線のサン＝シャルル駅（Saint-Charles）も掲載する。

## 概要
1848年1月8日に開業。小高い丘の上に位置するため、見晴らしが良い。市中心部へは階段を降りて行くことができる。かつては船舶との乗り継ぎのためアフリカや中東への旅行者に利用されていた。
駅は行き止まり状の構造であり、パリ・マルセイユ在来線（アルル、アヴィニョン方面）、マルセイユ・ヴェンティミーリア線（トゥーロン、カンヌ、ニース方面）、リヨン・マルセイユ線（エクス＝アン＝プロヴァンス方面）の3つの路線の起点・終点である。またアルル方面への在来線の途中からLGV地中海線が分岐し、同線経由のTGVが乗り入れる。
当駅はIATA空港コードを導入しており、XRFが割り振られている。

## 駅構造

### フランス国鉄

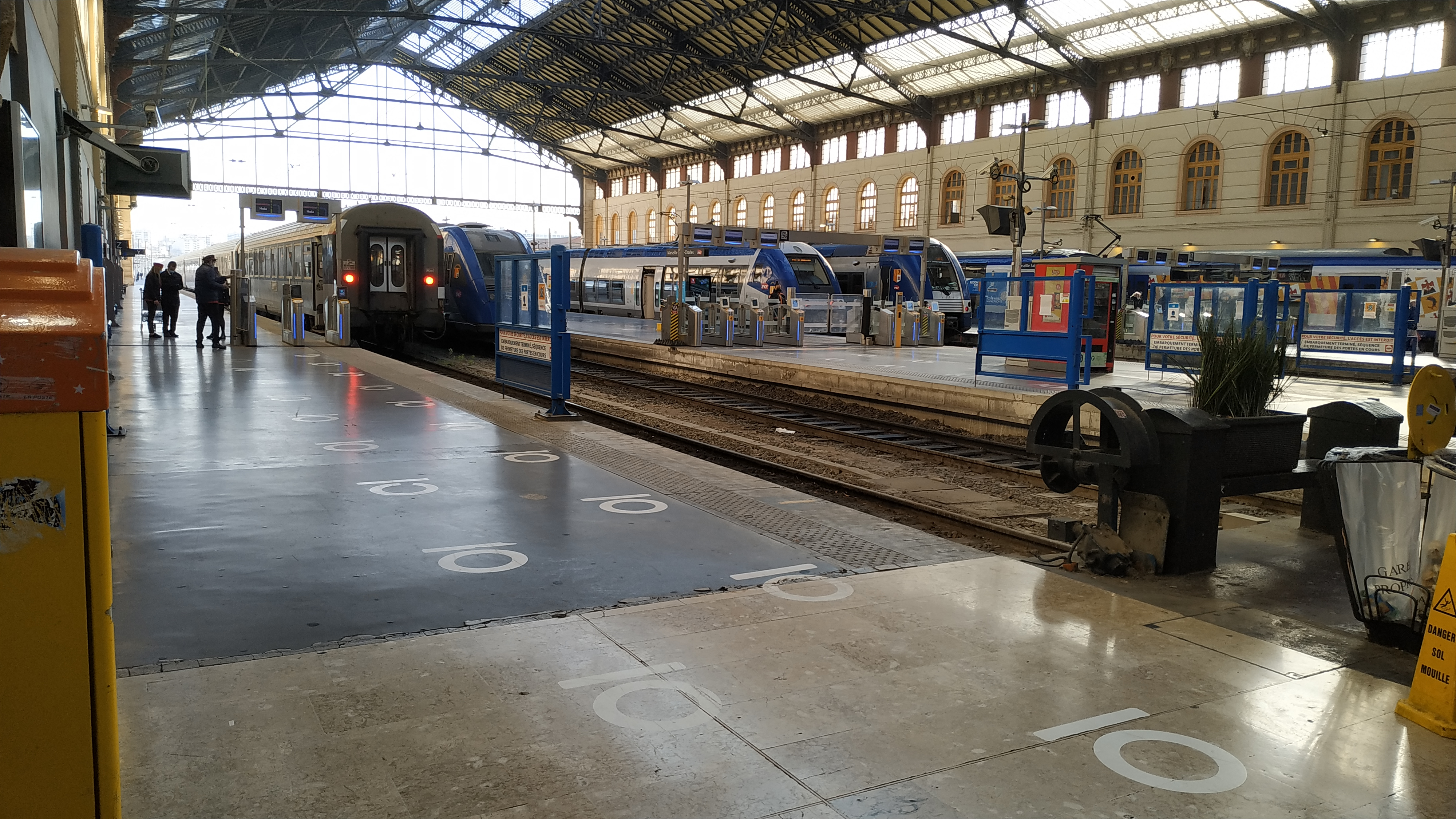
ホーム全景（トレイン・シェッド部）

頭端式ホームを有する地上駅。ホーム形状としては島式7面14線を相対式ホーム2面2線が挟み込む形となっている。A番線からF番線まではホーム南西部1/3がトレイン・シェッドで覆われており、その他（3番線、5番線、G番線〜N番線）は普通の屋根で覆われているか屋根無しの状態である。一部のホームはホーム先端部に改札口が設けられている。

## 利用状況
2001年のTGV乗り入れ開始以来、利用者数は大きく増加しており、2000年の710万人が2016年には1650万人になった。このため、市当局は駅の拡張計画を策定し、工事を進めている。

## 駅周辺

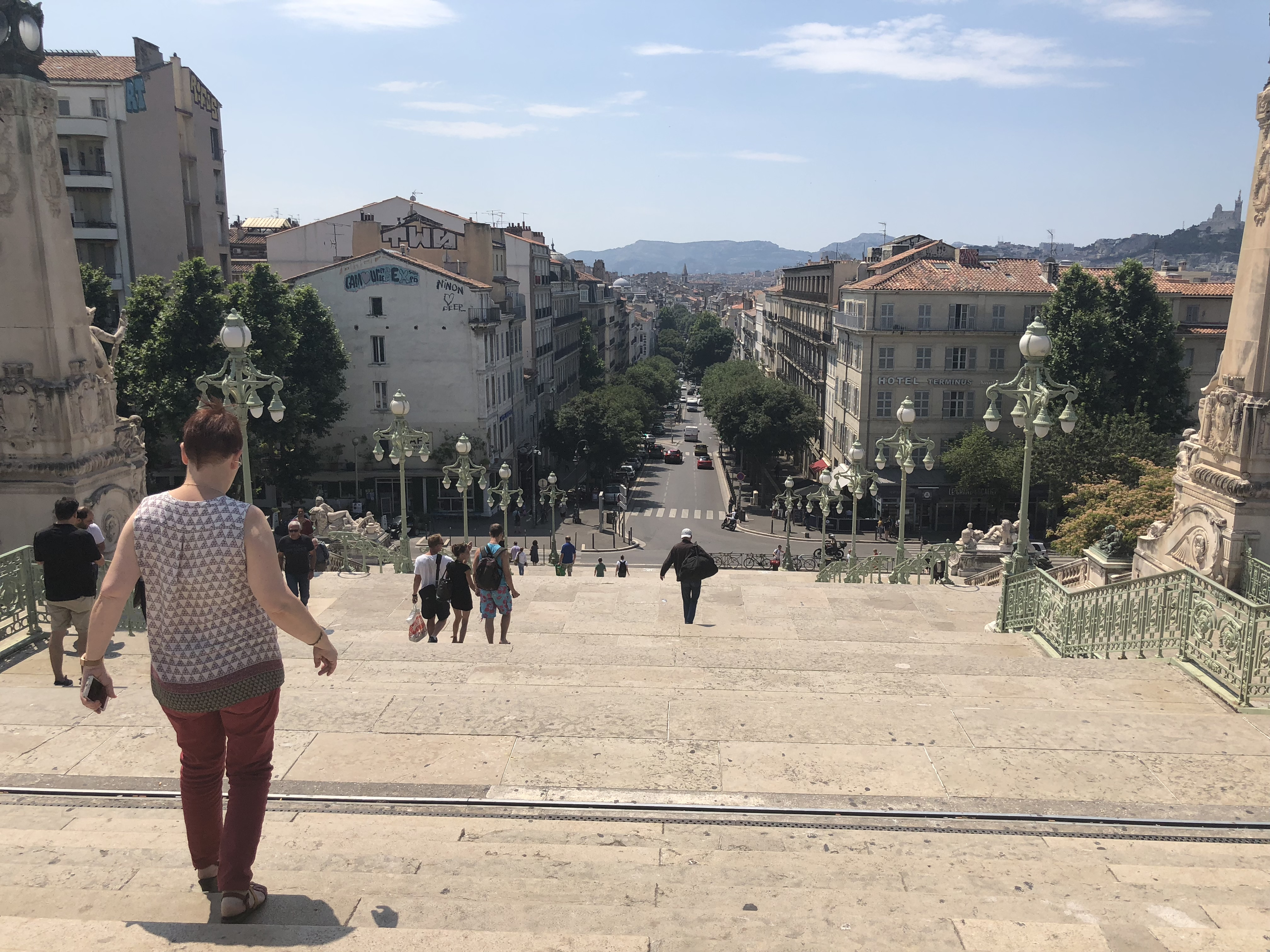
駅前から街を見下ろす

- ホリデイ イン エクスプレス マルセイユ サン シャルル（ホテル）
- イビス マルセイユ セントル ガレ サン シャルル（ホテル）
- FLiXBUSターミナル
- エクス＝マルセイユ大学
- ヴィクトル・ユーゴー高校
- ポール・アンプロワ（フランス語版）（フランス版ハローワーク） マルセイユ・サン・シャルル
- 東横INN マルセイユ サン シャルル駅前[注釈 1]

## 隣の駅
フランス国鉄
AVE、タリス、TGV Lyria
エクス＝アン＝プロヴァンスTGV駅 - マルセイユ・サン＝シャルル駅
TGV inOui
パリ・リヨン駅/アヴィニョンTGV駅/エクス＝アン＝プロヴァンスTGV駅 - マルセイユ・サン＝シャルル駅 - トゥーロン駅
Ouigo
アヴィニョンTGV駅/エクス＝アン＝プロヴァンスTGV駅 - マルセイユ・サン＝シャルル駅
アンテルシテ
アルル駅 - マルセイユ・サン＝シャルル駅
TERプロヴァンス＝アルプ＝コート・ダジュール（リヨン、ナルボンヌ方面）
ヴィトロル・アエロポール＝マルセイユ＝プロヴァンス駅 - マルセイユ・サン＝シャルル駅
TERプロヴァンス＝アルプ＝コート・ダジュール（ブリアンソン、シストロン、エクス＝アン＝プロヴァンス、ペルテュイ方面）
サンタントワーヌ駅/ピコン＝ブッセリーヌ駅 - マルセイユ・サン＝シャルル駅
TERプロヴァンス＝アルプ＝コート・ダジュール（ニース方面）
マルセイユ・サン・シャルル駅 - トゥーロン駅
TERプロヴァンス＝アルプ＝コート・ダジュール（ヴァランス方面）
パス・デス・ランサーズ駅 - マルセイユ・サン＝シャルル駅
TERプロヴァンス＝アルプ＝コート・ダジュール（アルル、サロン＝ド＝プロヴァンス経由アヴィニョン方面）
パス・デス・ランサーズ駅/エスタック駅 - マルセイユ・サン＝シャルル駅
TERプロヴァンス＝アルプ＝コート・ダジュール（ポール＝ド＝ブック経由アヴィニョン、ミラマ方面）
エスタック駅/アラン＝ユーロメディテラネ駅 - マルセイユ・サン＝シャルル駅
TERプロヴァンス＝アルプ＝コート・ダジュール（マノスク方面）
ピコン＝ブッセリーヌ駅 - マルセイユ・サン＝シャルル駅
TERプロヴァンス＝アルプ＝コート・ダジュール（オーバーニュ、トゥーロン、イエール、レザルク方面）
マルセイユ・サン＝シャルル駅 - マルセイユ＝ブランキャード駅